# Parnassia fimbriata
Parnassia fimbriata är en benvedsväxtart som beskrevs av Banks. Parnassia fimbriata ingår i släktet Parnassia och familjen Celastraceae.

## Underarter
Arten delas in i följande underarter:
- P. f. hoodiana
- P. f. intermedia

## Bildgalleri

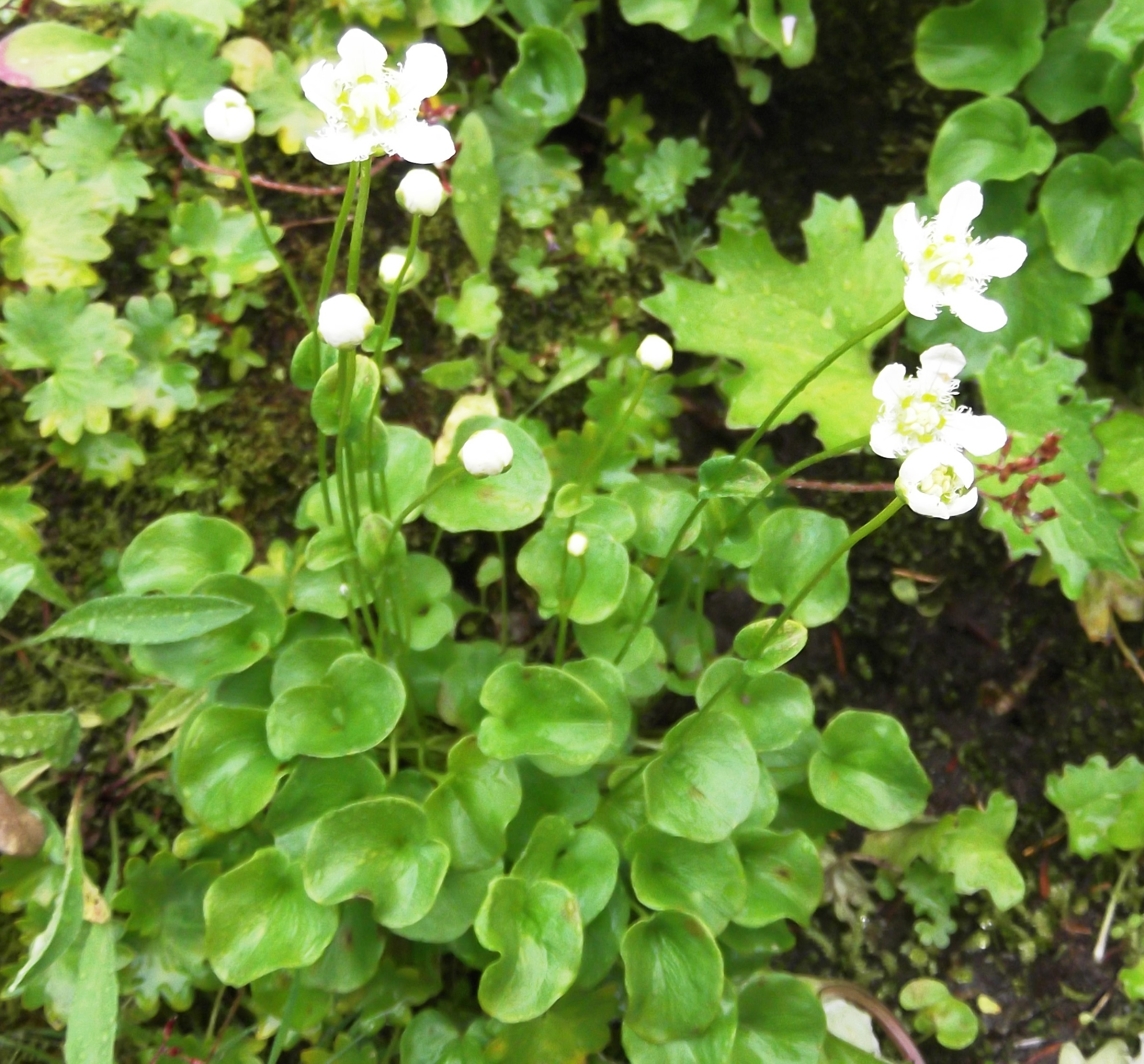
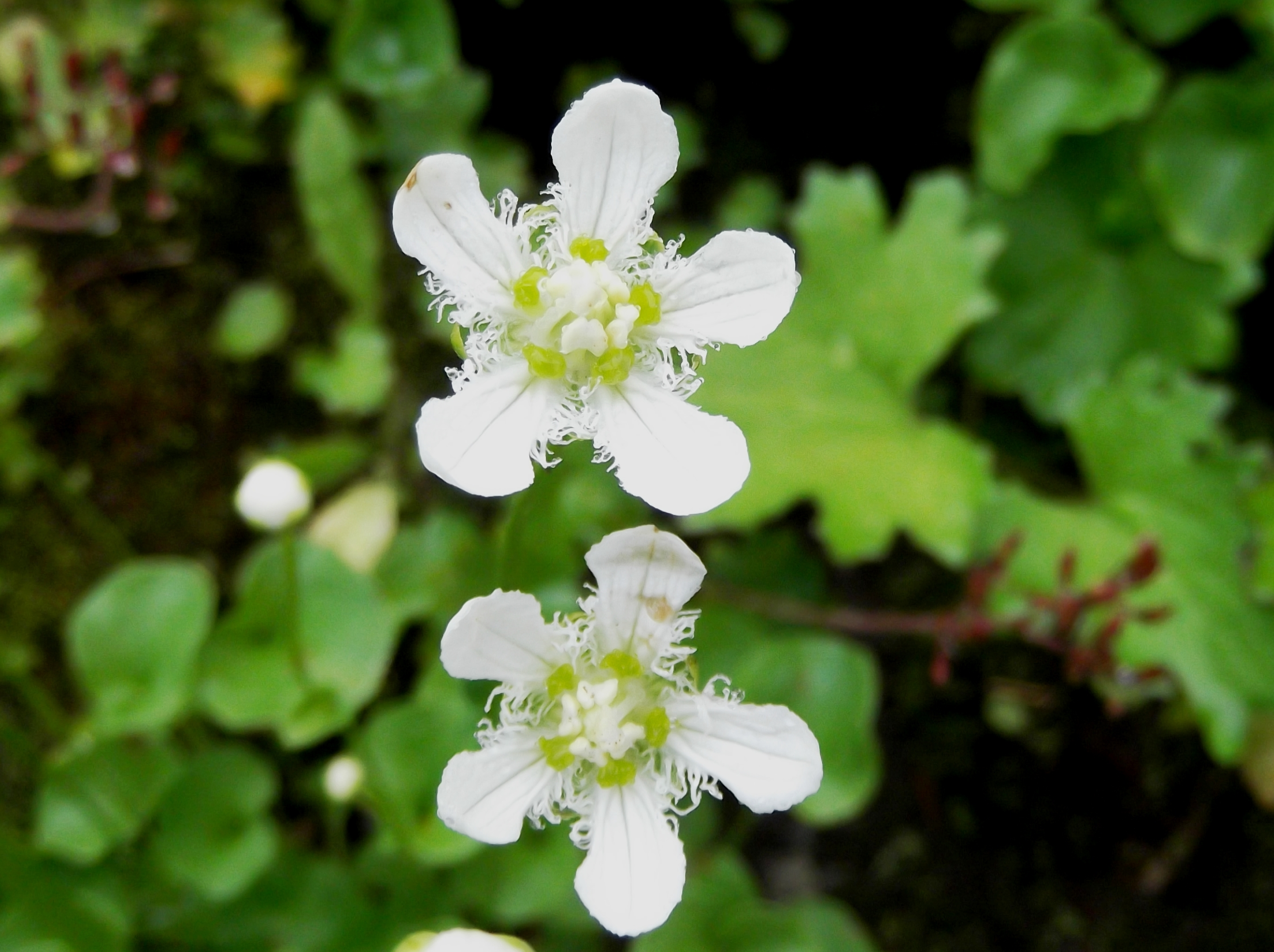